# Sophie Boilley
Sophie Boilley, född 18 december 1989, är en fransk skidskytt. Vid världsmästerskapen i skidskytte 2011 vann hon med det franska stafettlaget ett silver. Bedriften upprepade hon med ett nytt stafettlag året därpå, vid världsmästerskapen i skidskytte 2012 i tyska Ruhpolding.
Sinj hittills bästa individuella placering tog hon vid jaktstarten i Presque Isle i USA säsongen 2010/2011 då hon slutade 7:a.